# Type X U-boot
Het Type X U-boot was een onderzeebootklasse van de  Duitse Kriegsmarine, bedoeld als mijnenlegger. Het was het grootste type U-boot van de Kriegsmarine. De bewapening bestond uit buizen waaruit mijnen konden worden neergelaten (verdeeld in twee groepen van telkens zes aan bakboord en stuurboord, plus een groep van zes in het voorschip), waarin tot 66 zeemijnen konden worden meegenomen. Tot vijftien torpedo's konden uit twee torpedobuizen worden gelanceerd.

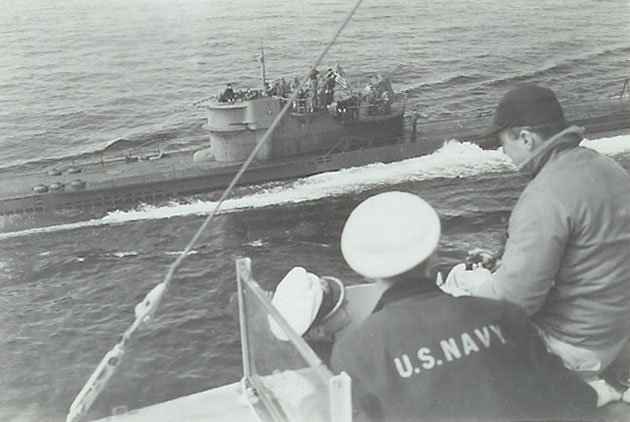
Foto van de U 234 bij diens overgave aan de Amerikanen.

In totaal zijn acht boten van dit type gebouwd: U 116, U 117, U 118, U 119, U 219, U 220, U 233 en U 234. Al deze schepen zijn van het type XB.
Vanwege hun grote laadvermogen zijn boten van dit type ook als "hulptanker" gebruikt, om andere U-boten te bevoorraden. Boten van het type X vormden een aanvulling op boten van het type XIV U-boot die speciaal voor dit doel waren ontworpen.

## Technische gegevens
- Waterverplaatsing: 1.763 ton aan de oppervlakte; 2.177 ton onder water; 2.710 ton totaal
- Lengte: 89,8 m; druklichaam 70,90 m
- Breedte: 10,2 m; druklichaam 4,75 m
- Diepgang: 4,71 m (14.1 ft)
- Aandrijving aan de oppervlakte: 2 Germaniawerf 9-Cilinder dieselmotoren F 46 a 9 pu ; maximumvermogen 4200 pk = 17 knopen
- Aandrijving onder water: 2 BBC elektromotoren; maximumvermogen 1100 pk = 7 knopen
- Bewapening:
  - één 105 mm kanon
  - 1 stuk 20 mm luchtafweergeschut
  - 1 stuk 37 mm luchtafweergeschut
  - later zijn de twee bovenstaande wapens vervangen door een enkele 20 mm Flak-vierling)
  - zes 533-mm torpedobuizen (vier in de boeg en twee in de hek)
  - 15 torpedo's of 66 TMA zeemijnen
- Bemanning: 5 officieren en 47 manschappen
- Maximale duikdiepte: 220 m (722 feet)
- Actieradius:
  - 18.450 zeemijl (34.170 km) bij 10 knopen (19 km/h) boven water
  - 93 zeemijl (172 km) bij 4 knopen (7 km/h) onder water